# Ted Shawn
Ted Shawn, nato Edwin Myers Shawn  (Kansas City, 21 ottobre 1891 – Eustis, 9 gennaio 1972), è stato un coreografo, ballerino e pedagogo statunitense.
È stato uno dei pionieri della Danza moderna.

## Biografia
Ted Shawn (Edwin Meyers Shawn) nacque il 21 ottobre 1891 a Kansas City, nel Missouri. Studiò danza come recupero della paralisi agli arti inferiori provocata da una difterite contratta mentre era studente di teologia presso l'Università di Denver. Iniziò la sua carriera a Los Angeles, godendo di un moderato successo, che lo portò a ballare anche per un film di Thomas Edison, quando aveva appena 20 anni. Fama e fortuna arrivarono nel 1914 dopo essersi trasferito a New York e aver formato una compagnia con la leggendaria danzatrice Ruth St. Denis. Morì nel gennaio 1972 a Eustis, in Florida.

### Denishawn

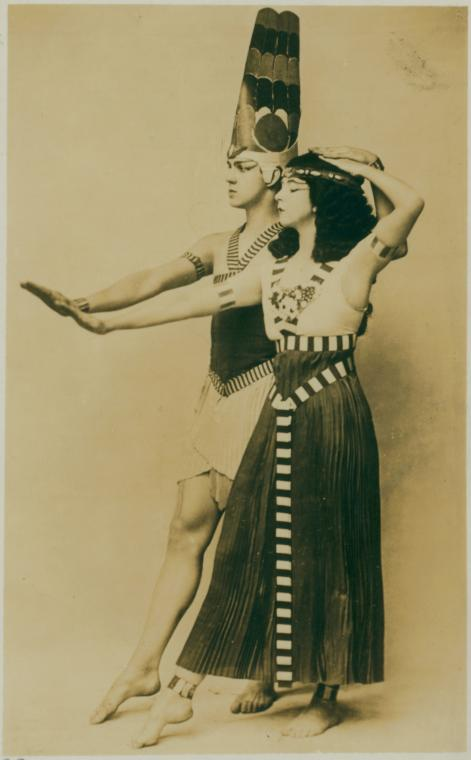
Ruth St. Denis e Ted Shawn in Egyptian Ballet.

In quegli anni, la maggior parte degli americani associavano le parole "ballerino o ballerina" a "prostituta". Considerazione che non migliorò neanche dopo l'avvento della figura rivoluzionaria di Isadora Duncan, i cui amori e i figli illegittimi nati da questi erano malvisti dalla morale dominante.
Ruth St. Denis e Ted Shawn non solo fondarono insieme una compagnia (la "Denishawn") e la prima scuola della "nuova danza" americana (la "Denishawn School"), ma inoltre nel 1914 si sposarono. Il fatto ebbe rilevanza notevole e permise ai due di crearsi una rispettabilità unita ad un aumento di iscritti alla loro scuola. Agnes de Mille, ballerina-coreografa e nipote del celebre regista Cecil B. DeMille, una volta disse:«I genitori possono mandare i loro figli alla "Denishawn" in tutta tranquillità perché Ruth e Ted sono persone rispettabili, molto rare e... sono sposati».
Una rispettabilità esibita solo per il pubblico poiché la coppia entrò presto in crisi a causa di un amore comune ai due: l'impresario Fred Beckman, che fu amante di entrambi. Nel 1928 la coppia si separò, avendo tuttavia inciso profondamente sullo sviluppo della danza moderna, formando numerosi ballerini e coreografi tra i quali spiccano i nomi di Martha Graham e Doris Humphrey.

### All-Male Dancers
Shawn nel 1930 inizia ad insegnare danza allo Springfield College per un corpo di ballo composto da soli studenti maschi, futuri insegnanti di educazione fisica. Acquista una vecchia fattoria nel Massachusetts, il Jacob's Pillow, per trasformarla in una sorta di college. Nel 1933 dà vita ad "All-Male Dancers", un gruppo formato da soli danzatori uomini, a cui si unirono anche ex ballerini della scuola "Denishawn", tra i quali spiccava Barton Mumaw, amante di Shawn stesso. I due concepirono anche un progetto piuttosto azzardato per l'epoca: un corpo di ballo esclusivamente maschile senza più neanche la scusa di dover formare insegnanti di educazione fisica, ma esclusivamente artisti, ballerini che celebravano con le loro opere la bellezza del corpo. Iniziarono a venir pubblicati articoli piuttosto pruriginosi sulla vita privata dei ballerini di Shawn, il quale rispondeva che ognuno di essi aveva una propria camera personale durante le tournée. Sottolineature ridicole, ma necessarie per salvaguardare la compagnia da accuse che non vennero mai formalizzate, ma molto spesse erano chiamate in causa, tra le righe degli articoli citati, in maniera allusiva e provocatoria. A completare le campagne di promozione di una certa "salute" dei suoi ballerini, Shawn diffuse fotografie in cui erano impegnati in esercizi fisici ed esibizioni di forza. Il tutto per rispedire spesso al mittente critiche di effeminatezza. Al contrario Shawn stesso non disdegnava parti en travesti, arrivando ad esibirsi con abiti femminili in più di un balletto riportando così alla ribalta il termine di female impersonator.
L'influentissimo critico John Martin lo dipingerà così: «Obiettivo fondamentale della sua ricerca fu (...) lo sviluppo della danza maschile. Nell'esigenza di restituire alla danza quella forza virile che aveva scoperto come componente essenziale delle danze popolari e primitive (una componente che, nella fase di decadenza del balletto, si era totalmente spenta per far posto al lezioso protagonismo femminile della ballerina romantica), Ted Shawn si applicò allo studio delle differenze tra movimenti maschili e femminili, elaborando una concezione sulle caratteristiche peculiari ai due tipi di movimento». In tal modo «...restituì al danzatore una sua funzione espressiva autonoma, senza limitarne le capacità tecnico - espressive a quelle imposte dal ruolo tradizionale di porteur della ballerina». Balletti come Kinetic Molpai e Dance of the ages, riservati agli uomini, rispecchiano questo atteggiamento.
In opere come The feather of the dawn [1924] (una danza degli indiani Hopi, in duetto con Louise Brooks), Shawn ebbe peraltro il merito di risvegliare l'interesse verso le espressioni artistiche dei nativi americani, corroborando tali recuperi col parallelo uso di accurati scenografie, e costumi, tipici di quei popoli.
Inoltre nel libro Every little movement (1954) riordinò le teorie sul gesto di François Delsarte (1811 - 1871): i pensieri dell'attore francese, originariamente concepiti per il teatro, furono da Shawn inquadrati nell'ottica della danza moderna.
Il "Jacob's Pillow Festivals", fondato da Shawn, è ancora oggi una realtà molto attiva nella formazione didattica e nella promozione della cultura della danza moderna e contemporanea, con la sua bella sede immersa nella natura a Becket, nel Massachusetts.

## Filmografia
- Dances of the Ages, regia di J. Searle Dawley (1913)
- Intolerance: Love's Struggle Throughout the Ages di David W. Griffith (1916)
- Perché cambiate marito? (Don't Change Your Husband), regia di Cecil B. DeMille (1919)